# (40459) Rektorys
(40459) Rektorys (1999 RK43) – planetoida z pasa głównego asteroid okrążająca Słońce w ciągu 4,6 lat w średniej odległości 2,77 j.a. Odkryta 14 września 1999 roku.